# Răzbunătorii: Războiul Infinitului
Răzbunătorii: Războiul Infinitului (engleză: Avengers: Infinity War) este un film american cu supereroi, lansat în 2018, bazat pe echipa Răzbunătorii creată de Marvel Comics, produs de Marvel Studios și distribuit de Walt Disney Studios Motion Pictures. Este o continuare a filmului din 2012 Răzbunătorii și a filmului din 2015 Răzbunătorii: Sub semnul lui Ultron, fiind al nouăsprezecelea film din Marvel Cinematic Universe (MCU). Filmul este regizat de Anthony și Joe Russo, scris de Christopher Markus și Stephen McFeely și prezintă o distribuție de ansamblu, din care fac parte Robert Downey Jr., Chris Hemsworth, Mark Ruffalo, Chris Evans, Scarlett Johansson, Benedict Cumberbatch, Don Cheadle, Tom Holland, Chadwick Boseman, Paul Bettany, Elizabeth Olsen, Anthony Mackie, Sebastian Stan, Danai Gurira, Letitia Wright, Dave Bautista, Zoe Saldana, Josh Brolin și Chris Pratt. Acțiunea filmului urmărește încercarea Răzbunătorilor și a Gardienilor Galaxiei de-al opri pe Thanos din a colecta atotputernicele Pietre ale Infinitului.
Filmul a fost anunțat în octombrie 2014 ca Răzbunătorii: Războiul Infinitului – Partea 1. Frații Russo au primit regia în aprilie 2015, iar în mai, Markus și McFeely au fost angajați ca scenariști, povestea inspirându-se din benzile desenate The Infinity Gauntlet din 1991 a lui Jim Starlin și Infinity din 2013 a lui Jonathan Hickman. În 2016, Marvel a scurtat titlul la Răzbunătorii: Războiul Infinitului. Filmările au început în ianuarie 2017 la Studiourile Pinewood Atlanta din Fayette County, Georgia, cu o distribuție numeroasă, care consta în mare parte din actori ce și-au reluat rolurile din filmele MCU anterioare. Producția s-a încheiat în iulie 2017, filmările desfășurându-se concomitent cu continuarea directă, Răzbunătorii: Sfârșitul jocului. Filmări adiționale au avut loc în Scoția, în Anglia, în centrul Atlantei și în New York. Cu un buget estimat între 316 și 400 milioane de dolari, este unul dintre cele mai costisitoare filme din toate timpurile.
Răzbunătorii: Războiul Infinitului a avut premiera internațională pe 23 aprilie 2018 la Los Angeles și a fost lansat în Statele Unite pe 27 aprilie 2018, în format IMAX și 3D. Filmul a primit laude pentru performanța actorilor (în special pentru cea a lui Brolin) și pentru încărcătura emoțională a poveștii, precum și pentru efectele vizuale și secvențele de acțiune. A fost al patrulea film și primul film cu supereroi care a încasat peste 2 miliarde de dolari pe plan global, doborând numeroase recorduri la box-office și devenind cel mai profitabil film din 2018, precum și al patrulea film cu cele mai mari încasări din toate timpurile și din Statele Unite și Canada. Filmul a primit nominalizări la Premiile Oscar și BAFTA pentru efectele vizuale. Continuarea, Răzbunătorii: Sfârșitul jocului, a avut premiera în aprilie 2019.

## Sinopsis
După ce a obținut Piatra Puterii, una dintre cele șase Pietre ale Infinitului, de pe planeta Xandar, Thanos și aghiotanții săi — Ebony Maw, Cull Obsidian, Proxima Midnight și Corvus Glaive — interceptează o nava spațială care transporta supraviețuitorii de pe Asgard. În timp ce extrage Piatra Spațiului din Tesseract, Thanos îl subminează pe Thor, îl doboară pe Hulk și îl omoară pe Loki. Heimdall își folosește ultimele puteri înainte de a fi ucis pentru a-l trimite pe Hulk pe Pământ folosind Bifröst-ul. Thanos și aghiotanții săi părăsesc și distrug nava.
Hulk se prăbușește în Sanctum Sanctorumul din New York City, transformându-se înapoi în Bruce Banner. El îl avertizează pe Stephen Strange și pe Wong despre planul lui Thanos de a distruge jumătate din viața din întregul univers, iar Strange îl recrutează pe Tony Stark. Maw și Obsidian aterizează pentru a obține Piatra Timpului de la Strange, iar acest lucru îi atrage atenția lui Peter Parker. Maw îl capturează pe Strange, dar nu reușește să extragă Piatra Timpului din cauza unei vrăji. Stark și Parker urmăresc nava lui Maw, Banner îl contacteză pe Steve Rogers, iar Wong rămâne să păzească Sanctumul. 
În Edinburgh, Midnight și Glaive îi atacă pe Wanda Maximoff și pe Vision pentru a obține Piatra Minții din fruntea lui Vision. Rogers, Natasha Romanoff și Sam Wilson îi salvează și îi duc la Sediul Răzbunătorilor, acolo unde se află deja James Rhodes și Banner. Vision se oferă să o lase pe Maximoff să-i distrugă Piatra Minții pentru a-l împiedica pe Thanos să o ia. Rogers sugerează în schimb să meargă în Wakanda, acolo unde, crede el, există resursele necesare pentru a extrage Piatra din fruntea lui Vision fără a-l ucide.
Gardienii Galaxiei răspund la un apel de ajutor de pe nava Asgardiană și îl salvează pe Thor, care le spune că Thanos este în căutarea Pietrei Realității, aflată în posesia Colectorului de pe Knowhere. Rocket și Groot îl însoțesc pe Thor pe Nidavellir, unde ei și Etiri făuresc Stormbreaker-ul, o secure capabilă să îl distrugă pe Thanos. Pe Knowhere, Peter Quill, Gamora, Drax și Mantis îl găsesc pe Thanos cu Piatra Realității deja în posesie. Thanos o răpește pe Gamora, fiica sa adoptivă, care îi dezvăluie locația Pietrei Sufletului pentru a o salva pe sora sa, Nebula, de la tortură. Thanos și Gamora ajung pe Vormir, unde Red Skull, paznicul Pietrei Sufletului, îl informează că pentru a obține Piatra trebuie să sacrifice ceva la care ține foarte mult. Cu inima grea, Thanos o ucide pe Gamora și obține Piatra Sufletului.
Nebula scapă din captivitate și îi contactează pe Gardienii rămași, spunându-le să se întâlnească pe Titan, planeta natală a lui Thanos, acum în ruine. Stark și Parker îl salvează pe Strange și îl omoară pe Maw. Ei sosesc pe Titan și se întâlnesc cu Quill, Drax și Mantis. Grupul gândește un plan pentru a-i lua lui Thanos Mănușa Infinitului după ce Strange folosește Piatra Timpului pentru a vedea în viitor milioane de urmări posibile și constată că grupul va câștiga doar într-unul. Thanos sosește și motivează că planul său este singura soluție un univers amenințat de suprapopulare. Grupul reușește să îl imobilizeze pe Thanos, dar Nebula deduce că Thanos a omorât-o pe Gamora. Furios, Quill îl atacă Thanos, iar acest lucru îi permite să scape din strânsoare. Stark este grav rănit de Thanos, dar este cruțat după ce Strange îi oferă Piatra Timpului.
În Wakanda, Rogers se reîntâlnește cu Bucky Barnes, după care armata lui Thanos aterizează. Răzbunătorii, alături de T'Challa și de trupele din Wakanda, formează o defensivă în timp ce Shuri încearcă să extragă Piatra Minții de la Vision. Banner, nereușind să se transforme în Hulk, luptă în armura Hulkbuster a lui Stark. Thor, Rocket și Groot aterizează pentru a-i ajuta pe Răzbunători; Midnight, Obsidian și Glaive sunt omorâți, iar armata este alungată. Thanos sosește și, în ciuda încercării lui Maximoff de a distruge Piatra Minții, Thanos o extrage și îl omoară pe Vision.
Thor îl rănește grav pe Thanos cu ajutorul securei "Stormbreaker" dar acesta activează Mănușa Infinitului completă prin așa zisul "snap"(pocnitură din degete) și se teleportează. Jumătate din întreaga viața din univers începe să se dezintegreze, inclusiv Barnes, T'Challa, Groot, Maximoff, Wilson, Mantis, Drax, Quill, Strange și Parker, dar și Maria Hill și Nick Fury, cu toate că Fury reușește să transmită un mesaj. Stark și Nebula se află pe Titan, iar Banner, M'Baku, Okoye, Rhodes, Rocket, Rogers, Romanoff și Thor rămân pe câmpul de luptă din Wakanda. Între timp, Thanos privește un răsărit pe o altă planetă, astfel marcând faptul că acesta este primul film din universul MCU în care răufăcătorul învinge. Acest final a avut o încărcătură emoțională uriașă, mii de fani au ieșit în lacrimi din sălile de cinema, văzându-și personajele preferate dezintegrate, ca mai apoi, peste un an, să asiste la întoarcerea eroilor lor favoriți.

## Distribuția
- Robert Downey Jr. în rolul lui Tony Stark / Omul de fier: Liderul și reprezentantul Răzbunătorilor, care se autointitulează ca fiind un geniu, miliardar, playboy și filantrop într-o armură electromecanică făcută de el.[11][12] Co-regizorul Joe Russo explică „Stark simte acest mare pericol cum se apropie, deci face tot ce îi stă în putere pentru a menține în siguranță Pământul”.[13] Downey a adăugat că Stark va avea obiective mai puțin importante decât în filmele anterioare.[14]
- Chris Hemsworth în rolul lui Thor: Un Răzbunător și rege al planetei Asgard, bazat pe deitatea cu același nume din mitologia nordică.[15] Joe Russo a spus că povestea lui Thor continuă după evenimentele din Thor: Ragnarok, care îl găsește într-un „loc foarte profund și... foarte interesant” cu „motivații emoționale reale”.[16] La recomandarea lui Hemsworth, scenariștii Christopher Markus și Stephen McFeely s-au consultat cu regizorul filmului Thor: Ragnarok, Taika Waititi, și scenaristul Eric Pearson pentru a continua elementele tragicomice ale lui Thor din acel film.[17] Joe Russo a spus că Thor are "caracteristicile eroului care se poate lupta direct cu Thanos" și ar fi devenit protagonistul principal dacă Thor l-ar fi omorât pe Thanos.[18]
- Mark Ruffalo în rolul lui Bruce Banner / Hulk: Un Răzbunător și un cercetător de geniu care, după expunerea la radiații gama, se transformă într-un monstru atunci când este enervat sau agitat.[19][20] Pe parcursul filmului, Banner încearcă să se reintegreze în echipa Răzbunătorilor, dar și să „convingă pe toată lumea în legătură cu cât de periculos este Thanos”.[21] Joe Russo a simțit că refuzul lui Hulk de a apărea în marea parte a filmului a fost deoarece era speriat, dar și pentru că a realizat că „Banner îl vrea pe Hulk doar pentru bătaie. Cred că s-a săturat să îl tot apere pe Banner.” Russo a adăugat că acest lucru „reflectă cu adevărat călătoria din Ragnarok... [acolo unde] aceste două personaje erau constant în conflict una cu cealaltă pentru deținerea controlului.”[22] Apariția lui Banner în film continuă firul narativ pentru personajul din Thor: Ragnarok și se încheie în continuarea lui Războiul Infinitului,[23] iar diferența dintre Hulk și Banner „începe să devină neclară”. Ruffalo îl descrie pe Hulk din Războiul Infinitului ca având capacitatea mentală a unui copil de cinci ani.[21]
- Chris Evans în rolul lui Steve Rogers / Căpitanul America: Un supererou evadat și liderul Răzbunătorilor. Un veteran al celui de-al Doilea Război Mondial, el a primit abilități super-umane după ce a fost injectat cu un ser experimental și criogenat până în prezent.[15] Joe Russo a spus că după evenimentele din Căpitanul America: Război civil, Rogers se chinuie cu conflictul dintre responsabilitatea pentru propria persoană și responsabilitatea pentru ceilalți.[24] Personajul întruchipează „spiritul” său alternativ Nomad în film[25] și primește mănuși noi din vibraniu de la Shuri pentru a înlocui scutul pe care obișnuia să îl poarte.[18]
- Scarlett Johansson în rolul Natashei Romanoff / Văduva Neagră: Un spion tenace, membru al facțiunii Răzbunătorilor lui Rogers și fost agent S.H.I.E.L.D.[26][27] Johansson a spus că situația lui Romanoff după evenimentele din Căpitanul America: Război civil a devenit „negativă. Aș spune că personajul meu nu a fost plin de speranță și că a trecut prin cele mai rele lucruri de până acum.”[28]
- Benedict Cumberbatch în rolul Dr.-ului Stephen Strange: Un fost neurochirurg care, după un accident de mașină ce a dus la o călătorie de vindecare, a descoperit lumea ascunsă a magiei și a dimensiunilor alternative, și a devenit un Maestru al Artelor Mistice.[29] Markus și McFeely l-au descris pe Strange ca fiind „adultul din cameră care gândește rațional” cu o „perspectivă largă” din cauza riscurilor din film.[30] Aaron Lazar a fost înlocuitorul lui Cumberbatch până când acesta a încheiat filmările la The Current War. În acel moment, Cumberbatch a refilmat scenele în care fața sa apărea la cadru.[31] Julian „JayFunk” Daniels a fost asistentul lui Cumberbatch pentru mișcările cu degetele. [32]
- Don Cheadle în rolul lui James „Rhodey” Rhodes / Mașina de Război: Un colonel din cadrul U.S. Air Force și Răzbunătorul care manevrează armura Mașinii de Război.[33] După evenimentele care îl paralizează în Război civil, Rhodes primește un aparat de la Stark pentru a umbla din nou, cu toate că la început este reticent în a folosi armura Mașinii de Război și în a se realătura Răzbunătorilor din cauza paraliziei. Cheadle a crezut că Rhodes „negociază această reuniune și realăturare în echipă”. El explică și că relația lui Rhodes cu Stark „s-a accentuat” după accidentul său, spunând, „Cred că Tony se simte într-un fel responsabil și vinovat. Dar din nou, el a fost mereu acolo pentru mine într-un mod în care numai el putea să fie.”[34]
- Tom Holland în rolul lui Peter Parker / Omul-păianjen: Adolescent și protejatul lui Stark, care primește abilitățile de arahnidă după ce este mușcat de un păianjen modificat genetic.[13]
- Chadwick Boseman în rolul lui T'Challa / Pantera Neagră: Regele națiunii africane Wakanda, care a primit abilitățile supranaturale după ce a ingerat Iarba Inimii.[27][35]
- Paul Bettany în rolul lui Vision: Un android și Răzbunător creat cu ajutorul inteligenței artificiale J.A.R.V.I.S., Ultron și Pietrei Minții.[29] Anthony Russo l-a numit pe Vision „un MacGuffin în viață. Bineînțeles, acest lucru ridică mizele deoarece viața lui Vision se află în pericol, iar viața sa este în conflict cu obiectivele lui Thanos, deci cineva trebuie să cedeze.”[28]
- Elizabeth Olsen în rolul Wandei Maximoff / Vrăjitoarea stacojie: Membră a facțiunii Răzbunătorilor lui Rogers, care poate folosi magie, hipnoză și telechinezie.[36]
- Anthony Mackie în rolul lui Sam Wilson / Șoimul: Un membru al facțiunii Răzbunătorilor lui Rogers și fost parapantist antrenat de armată în luptele aeriene, și care folosește un echipament cu aripi speciale.[37] Mackie a spus că Wilson are ranchiună pe ceilalți eroi precum Omul de fier și Pantera Neagră după evenimentele din Război civil.[28]
- Sebastian Stan în rolul lui Bucky Barnes / Soldatul Iernii: Un asasin tenace și aliatul lui Rogers, care a renăscut după ce s-a crezut că a fost ucis în luptă în timpul celui de-al Doilea Război Mondial.[38] Barnes, care era numit anterior Soldatul Iernii, primește de la locuitorii din Wakanda numele de Lupul alb.[18]
- Tom Hiddleston în rolul lui Loki: Fratele adoptiv al lui Thor, bazat pe zeitatea omonimă din mitologia nordică.[39]
- Idris Elba în rolul lui Heimdall: Santinela atotvăzătoare din Asgard, de pe Podul Bifröst, bazat pe zeitatea omonimă din mitologia nordică.[40]
- Peter Dinklage în rolul lui Eitri: Regele Piticilor de pe planeta Nidavellir și fierar de arme, bazat pe zeitatea omonimă din mitologia nordică.[41]
- Benedict Wong în rolul lui Wong: Unul dintre maeștrii Artelor Mistice, care a primit sarcina de a proteja unele dintre cele mai importante cărți și relicve ale lui Kamar-Taj.[42]
- Pom Klementieff în rolul lui Mantis: Membru al Gardienilor Galaxiei cu puteri empatice.[43]
- Karen Gillan în rolul Nebulei: Una dintre fiicele adoptive ale lui Thanos, crescută împreună cu Gamora ca surori.[44]
- Dave Bautista în rolul lui Drax Distrugătorul: Membru al Gardienilor, în căutarea răzbunării după ce Thanos i-a omorât familia.[45] La sfârșitul fiecărei zile de filmare, Bautista a trebuit să stea într-o saună pentru a-și scoate machiajul.[46]
- Zoe Saldana în rolul Gamorei: Membru al Gardienilor, orfană a unei lumi extraterestre și crescută de Thanos, căutând izbăvirea pentru relele făcute în trecut.[47] Ariana Greenblatt o joacă pe tânăra Gamora.[48]
- Vin Diesel în rolul lui Groot: Membru al Gardienilor, umanoid în formă de copac.[49] Producătorul executiv James Gunn a explicat că Groot încă este un adolescent în film, în același stadiu văzut într-una dintre scenele post-distribuție din filmul Gardienii Galaxiei Vol. 2.[50] Terry Notary a furnizat captura digitală a mișcărilor pentru Groot și a spus că personajul este „aproape adult, deci veți vedea un adolescent care își caută un mentor pentru a-l avea ca model”.[51]
- Bradley Cooper în rolul lui Rocket: Membru al Gardienilor, un raton bazat pe inginerie genetică, vânător și mercenar, și un maestru al armelor și tacticilor de luptă.[52] Sean Gunn a fost din nou înlocuitorul pentru Rocket în timpul filmărilor, jocul actoricesc și grimasele sale fiind referință de mișcare pentru personaj.[53][54]
- Gwyneth Paltrow în rolul lui Pepper Potts: logodnica lui Stark și CEO-ul Stark Industries.[55] Downey a simțit că „Pepper rămâne inima poveștii [Omului de fier]”, cu toate că aceasta nu a fost un subiect important al filmelor anterioare cu Stark. Downey a continuat „dorim să ne întoarcem la realitate. Nu doar pentru ei, dar să vedem cum ea ar putea ajuta toată această idee de ceva-pentru-care-merită-să-lupți.”[14]
- Benicio del Toro în rolul lui Taneleer Tivan / Colectorul: Unul dintre Înțelepții Universului, o strajă obsedată de colecția de faună interstelară, relicve și speciile de tot felul din galaxie.[56]
- Josh Brolin în rolul lui Thanos: Un despot intergalactic de pe Titan care dorește toate cele șase Pietre ale Infinitului pentru a modela după bunul plac realitatea,[57][58][59] cu scopul de a „re-echilibra universul”.[60] Producătorul Kevin Feige a adăugat că Thanos crede că universul devine suprapopulat, lucru ce a dus la distrugerea propriei case, Titan, și care a jurat că nu va lasă să se întâmple din nou[59] și că „ai putea spune că el este personajul principal al filmului”.[61] McFeely a împărtășit acest sentiment, descriind filmul ca pe o „călătorie a eroului” pe lângă ideea de protagonist, spunând că, „O parte dintre aceste lucruri [înseamnă] totul pentru el. Am dorit să arătăm asta. Nu era vorba doar despre putere; sau un ideal; sunt și ei tot oameni.”[30] Brolin l-a descris pe Thanos ca pe „un Quasimodo al timpului” și a mai făcut referire la romanul Parfum, de vreme ce Thanos s-a născut deformat și era considerat o „ciudățenie” pe Titan,[62] în timp ce Joe Russo a făcut referire la Nașul pentru Brolin în anumite momente, lucru care l-a ajutat pe Brolin să „pună emoție în toată chestiunea”.[63] Brolin a adăugat ulterior că i-a plăcut mai mult să-l joace pe Thanos decât pe Cable din Deadpool 2 datorită cantității de muncă depusă în crearea personajului.[64] Thanos nu poartă armură în majoritatea din film, lucru ce simbolizează puterea sa crescândă pe parcursul colecționării Pietrelor Infinitului.[65] Pe lângă dublajul personajului, Brolin a furnizat și captura digitală a mișcărilor de pe platou.[66]
- Chris Pratt în rolul lui Peter Quill / Star-Lord: Liderul jumătate-om, jumătate-celest al Gardienilor, care a fost răpit de pe Pământ pe când era copil și crescut de un grup de hoți extratereștri pe nume Nimicitorii.[36] Pratt și-a descris rolul din film ca pe un „rol episodic... care devine mai emoționant; mai ireverențios; mai colorat dacă asta îți dorești”.[67]

În plus, anumiți actori își reiau rolurile UCM anterioare: Danai Gurira în rolul lui Okoye, liderul armatei Dora Milaje; Letitia Wright în rolul surorii lui T'Challa, Shuri; William Hurt în rolul lui Thaddeus Ross, Secretarul de Stat al SUA; Kerry Condon în rolul dublajului pentru vocea Inteligenței Artificiale a lui Stark, F.R.I.D.A.Y.; Winston Duke în rolul lui M'Baku, liderul tribului din munți Jabari din Wakanda; Florence Kasumba în rolul lui Ayo, membru al armatei Dora Milaje; Jacob Batalon în rolul prietenului lui Parker, Ned; Isabella Amara în rolul colegei lui Parker, Sally; Tiffany Espensen în rolul colegei lui Parker, Cindy; și Ethan Dizon în rolul colegului lui Parker, Tiny. Samuel L. Jackson și Cobie Smulders au apariții scurte ce nu sunt menționate în distribuție, ca Nick Fury și Maria Hill, fostul și actualul director al S.H.I.E.L.D, respectiv, în secvența post-credite a filmului.
Aghiotanții lui Thanos, cunoscuți colectiv în benzile desenate ca Ordinul Negru și în film ca și „Copiii lui Thanos”, îi includ pe Terry Notary în rolul lui Cull Obsidian, Tom Vaughan-Lawlor în rolul lui Ebony Maw, Carrie Coon în rolul lui Proxima Midnight și Michael James Shaw în rolul lui Corvus Glaive. Cei patru au furnizat dublajul vocilor și captura digitală a mișcărilor de pe platou pentru personaje. De vreme ce Coon era însărcinată în timpul filmărilor, ea a furnizat mai mult dublajul vocii pentru Proxima Midnight și mai puțin captura digitală, iar cascadoarea Monique Ganderton a furnizat restul necesităților de pe platou. Înfățișarea lui Ebony Maw a fost inspirată de la personajul Mephisto, care a apărut în benzile desenate Infinity Gauntlet.
Ross Marquand îl joacă pe Johann Schmidt / Red Skull, „Straja pietrei” și fost comandant nazist al grupării Hydra în timpul celui de-al Doilea Război Mondial. Marquand îl înlocuiește pe Hugo Weaving, care a ezitat să își reia rolul din Căpitanul America: Primul luptător. Co-creatorul Răzbunătorilor, Stan Lee, are o apariție cameo ca șofer în autobuzul de școală al lui Parker, în timp ce Stephen McFeely îl joacă pe Secretarul Ross. Kenneth Branagh, regizorul filmului Thor, dublează vocea unui personaj Asgardian care sună pentru ajutor, într-un rol cameo ce nu apare în distribuție. David Cross a fost invitat pentru a juca rolul cameo al lui Tobias Fünke, personajul său din sitcomul Arrested Development, la care frații Russo au lucrat anterior; Cross nu a reușit să onoreze invitația din cauza unor conflicte de program, dar, chiar și așa, Fünke apare în film ca un specimen din colecția Colectorului, jucat de un figurant ce nu apare în distribuție. Jon Favreau a reluat rolul lui Happy Hogan, iar co-regizorul Joe Russo a avut o apariție cameo în rolul unui paparazzi, dar aceste secvențe nu au fost incluse în versiunea pentru cinematografe.

## Producția
În octombrie 2014, Marvel a anunțat o continuare de două părți la Răzbunătorii: Sub semnul lui Ultron, intitulată Răzbunătorii: Războiul Infinitului. Partea 1 era programată să se lanseze pe 4 mai 2018, iar Partea 2 pe 3 mai 2019. În aprilie 2015, Marvel a anunțat că Anthony și Joe Russo vor regiza ambele părți ale filmului Răzbunătorii: Războiul Infinitului, fiind de așteptat ca producția să înceapă concomitent în 2016. În aceeași lună, Kevin Feige a spus că filmele Războiul Infinitului vor fi împărțite în două pelicule separate „deoarece [au] multe elemente comune, apropiate... ca să [rezumăm] în acest fel. Dar nu le-aș numi o poveste împărțită în două. Aș spune că vor fi două filme distincte. În mai 2015, Christopher Markus și Stephen McFeely au semnat pentru a scrie scenariile ambelor părți ale filmului, scenarii care se inspirau din benzile desenate The Infinity Gauntlet din 1991 ale lui Jim Starlin și Infinity din 2013 ale lui Jonathan Hickman. Anthony Russo a adăugat că filmul se inspiră și din genul filmelor cu jafuri, cu Thanos care „mătură tot în cale [pentru a obține Pietrele Infinitului], iar ceilalți încearcă să-l prindă pe tot parcursul filmului”. În mai 2016, frații Russo au dezvăluit că vor redenumi cele două filme pentru a evita neînțelegerile că acesta este un film împărțit în două părți, Joe spunând că, „Intenționăm să schimbăm [titlurile], dar încă nu ne-am gândit la nume.” În iulie 2016, Marvel a dezvăluit că filmul se va numi simplu Răzbunătorii: Războiul Infinitului.
Filmările principale au început pe 23 ianuarie 2017, sub titlul de lucru Mary Lou, la Studiourile Pinewood Atlanta din Fayette County, Georgia, operator fiind Trent Opaloch. Războiul Infinitului și continuarea sa au fost filmate folosind aparate IMAX/Arri 2D, deci aceasta este prima dată când un film blockbuster de la Hollywood a fost turnat folosind doar aparate digitale IMAX. În feburarie, Marvel a confirmat rolul lui Robert Downey Jr. ca Tony Stark / Omul de fier, Chris Pratt ca Peter Quill / Lordul Stelar și Tom Holland ca Peter Parker / Omul-păianjen în film. Filmări adiționale au avut loc în Scoția începând cu februarie 2017, mai exact în Edinburgh, în Glasgow și în regiunea Highlands, în timp ce munca de platou a avut loc la Studiourile Wardpark din Cumbernauld. Filmări au avut loc și la Catedrala Durham din Durham, Anglia la începutul lunii mai 2017. La sfârșitul lunii iunie 2017, au avut loc filmările din Zona de Centru a Atlantei, precum și din zona Central Park din Atlanta la începutul lunii iulie, după care echipa s-a mutat în Queens, New York la mijlocul lunii. Filmările s-au încheiat pe 14 iulie 2017. Pentru scena finală a filmului, acolo unde Thanos se teleportează vindecat lângă o locuință lacustră, cineaștii au format un parteneriat cu Indochina Productions, un studio din Thailanda, pentru a obține material cu Terasele Banaue Rice din Ifugao, Filipine.
Ulterior, în iulie 2017, Joe Russo a afirmat că există câteva scene neterminate din Infinity War ce vor fi refilmate în „următoarele luni”. La începutul lunii martie 2018, Disney a mutat lansarea lui Războiul Infinitului în Statele Unite pe 27 aprilie 2018, pentru a coincide cu alte lansări proprii din anumite piețe internaționale. Efectele vizuale pentru acest film au fost create de Industrial Light & Magic, Framestore, Method Studios, Weta Digital, Double Negative, Cinesite, Digital Domain, Rise, Lola VFX și Perception. Cu un buget estimat între 316 și 400 milioane de dolari, este unul dintre cele mai costisitoare filme din toate timpurile. Evans și Hemsworth au câștigat amândoi câte 15 milioane de dolari pentru acest film.

## Coloana sonoră
În iunie 2016, Alan Silvestri, care a compus coloana sonoră a filmului Răzbunătorii din 2012, a fost dezvăluit ca fiind cel care va compune coloana sonoră pentru Infinity War și continuarea sa. Silvestri a început să își înregistreze coloana sonoră în ianuarie 2018 și a terminat la sfârșitul lunii martie. Silvestri a afirmat că lucrul la acest film „a fost o experiență total diferită față de ceea ce am făcut până acum, în special în legătură cu abordarea și echilibrul între stările diverse ale filmului”. O parte din coloana sonoră a lui Ludwig Göransson de la filmul Pantera Neagră este utilizată și în acest film. Hollywood Records și Marvel Music au lansat varianta digitală a albumului coloanei sonore pe 27 aprilie 2018, iar lansarea pe formate fizice a avut loc pe 18 mai. Au fost lansate două versiuni, o ediție standard și una deluxe, cea deluxe conținând câteva piese extinse și adiționale.

## Promovare

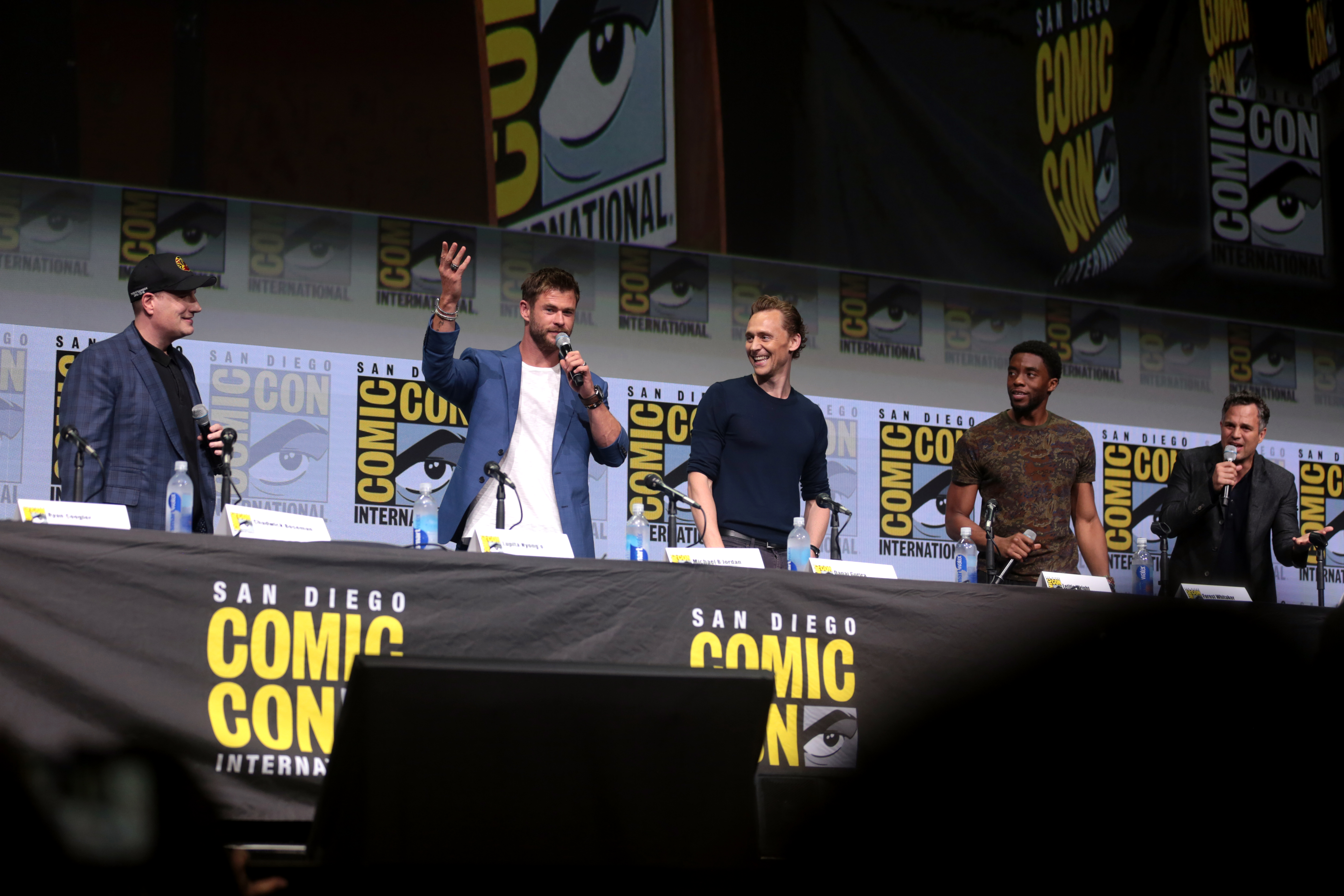
De la stânga la dreapta: Kevin Feige, Chris Hemsworth, Tom Hiddleston, Chadwick Boseman și Mark Ruffalo la San Diego Comic-Con 2017

În mai 2017, Robert Downey Jr. și organizația sa filantropică, Random Act Funding, au devenit parteneri cu Omaze pentru a iniția un concurs în beneficiul organizației. Câștigătorul concursului, ales aleatoriu indiferent de valoarea donației, urma să efectueze o vizită pe platourile filmului Războiul Infinitului. O statuetă în mărime naturală cu Thanos, creată de Legacy Effects, a fost prezentată la D23 Expo 2017, împreună cu statuete ale Ordinului negru / „Copiilor lui Thanos”: Corvus Glaive, Proxima Midnight, Ebony Maw și Cull Obsidian. În plus, Feige, Joe Russo, Downey, Brolin, Bettany, Olsen, Klementieff, Gillan, Bautista, Cheadle, Mackie, Cumberbatch, Stan, Holland, Boseman, Ruffalo și Hemsworth au apărut la D23 Expo pentru a prezenta un clip ce aniversa 10 ani de filme UCM, dar și pentru a prezenta material din Războiul Infinitului. Materialul, care a fost pregătit exclusiv pentru acest eveniment, a fost primit cu bucurie de către audiență, fanii „ridicându-se în picioare și sărind de bucurie în timp ce materialul rula”. Julia Alexander de la Polygon a comentat, „a spune că se întâmplă câte ceva în acest trailer ar fi o afirmație modestă, dar nu numai asta m-a emoționat în legătură cu ceea ce promite Războiul Infinitului. Văzându-l pe Spider-Man alături de Omul de Fier, Thor, Lordul Stelar și Vrăjitoarea Stacojie, mă duce cu gândul că acesta este filmul pe care Marvel încearcă să-l facă de atâta timp—și acesta este și cel pe care noi vrem să îl vedem de atâta timp. Timp de aproape zece ani am visat la această realitate și să o vedem rulând pe ecranul mare... era imposibil să nu mă simt emoționată.” Eric Eisenberg de la CinemaBlend a spus că materialul l-a „mișcat profund”, filmul arătând „ca fiind unul dintre cele mai grandioase blockbustere create vreodată”, concluzionând „nerăbdarea [pentru film] se simte cu siguranță”. Haleigh Foutch de la Collider a spus, „Arată întunecat și dramatic, și foarte epic. E clar că Marvel încearcă să facă ceva diferit aici... să desăvârșească narațiuni și lumi create pe parcursul unui deceniu. Cu toate că este imposibil să trag o concluzie din două minute de material, cu siguranță promite acest lucru.” Materialul de la D23 a fost arătat și la evenimentul San Diego Comic-Con International 2017. Datorită celor două prezentări, Răzbunătorii: Războiul Infinitului a generat peste 90.000 de conversații noi în mediul online între 17 și 23 iulie, fiind pe locul al treilea la acest capitol, după Thor: Ragnarok și Liga Dreptății, conform datelor comScore și serviciului său PreAct. Războiul Infinitului a rămas pe poziția a treia și în următoarea săptămână, cu peste 41.000 de conversații noi în mediul online, în spatele lui Ragnarok și It. Până pe 16 octombrie, Războiul Infinitului a generat în total peste 679.000 de conversații în mediul online.
Pentru a promova primul trailer al filmului, Marvel a lansat „un videoclip de retrospectivă cu cele mai bune trailere ale lor” începând cu cel de la filmul Omul de fier, de vreme ce „reacțiile fanilor au fost foarte pozitive”. Primul trailer al filmului Răzbunătorii: Războiul Infinitului a debutat la Good Morning America pe 29 noiembrie 2017. Josh Spiegel de la The Hollywood Reporter a spus, „Trailerul promite, în multe feluri, exact ceea ce oricine care este familiar cu filmele cu supereroi s-ar aștepta..” dar „cea mai importantă parte a trailerului este cum introduce, meticulos și voit, noțiunea cum că filmele Războiul Infinitului vor funcționa precum o predare a ștafetei, de la un grup al Răzbunătorilor către unul nou.” Scott Mendelson, scriind pentru Forbes, a afirmat că, chiar dacă trailerul nu era foarte diferit față de materialul prezentat la evenimentul D23, era „foarte impresionant. În plus, folosește discursul măreț al lui Nick Fury cu 'Inițiativa Răzbunătorilor', împreună cu tematica sonoră Răzbunătorii a lui Alan Silvestri pentru a amplifica efectul.” Diferit față de comentariile lui Mendelson, Alexander a afirmat că strategia de promovare dintre materialul de la D23 și trailer este „foarte diferită”. Ea a observat cum materialul de la D23 („era menit să satisfacă mulțimea insomniacă și nerăbdătoare”) a fost lansat între filmele Gardienii Galaxiei Vol. 2 și Thor: Ragnarok și că „avea sens să îi folosești pe Thor și pe Gardieni pentru a accentua nerăbdarea pentru [Războiul Infinitului]” deoarece „Marvel s-a bazat pe succesul de la Thor: Ragnarok și Gardienii Galaxiei Vol. 2 pentru a-i stârni pe fani, iar materialul cu filmele Marvel anterioare, împreună cu tematicile lor sonore, reprezintă el însuși un eveniment.” În schimb, trailerul („proiectat să explice ce se va întâmpla, și cu un preludiu de fundal adițional”) îi conținea în special pe Pantera Neagră și pe poporul din Wakanda, lucru care, spune Alexander, nu putea fi făcut mai devreme, de vreme ce promovările la filmul Pantera Neagră au început la acest eveniment D23 și au furnizat context adițional. Gael Cooper de la CNET a observat că trailerul a fost vizualizat de aproximativ 500.000 de ori în primele 15 minute după ce a fost postat pe YouTube, dar se întreba dacă nu cumva trailerul a surmenat site-ul, de vreme ce contorul părea să se fi blocat la 467.331. Trailerul a fost vizualizat de peste 230 milioane de ori pe o perioadă de 24 de ore, devenind cel mai vizualizat trailer în decursul acestei perioade de timp, doborând recordul filmului It.
În ianuarie 2018, Marvel Comics a publicat două benzi desenate de tip prequel denumite Preludiul Răzbunătorii: Războiul Infinitului, care servesc ca și legătură între filmele Căpitanul America: Război civil și Răzbunătorii: Războiul Infinitului. O reclamă pentru Războiul Infinitului a rulat în timpul Super Bowl LII. Reclama a generat cea mai mare faimă dintre toate filmele promovate vreodată în timpul evenimentelor Super Bowl, conform datelor comScore și United Talent Agency; a fost vizualizată de peste 17,6 milioane de ori pe YouTube și Facebook. Pe 27 februarie 2018, Disney și Marvel au anunțat campania caritabilă Marvel: The Universe Unites, premergătoare lansărilor de bunuri de pe 3 martie. La eveniment au participat anumiți actori din film, care au creat promovări în mediul online pentru a atrage atenția asupra familiilor și copiilor afectați de boli grave. Dacă postările lor strângeau, în total, 1 milion de aprecieri, Marvel urma să doneze 250.000 de dolari Fundației Starlight Children. În plus, Disney a plănuit să doneze 10% din banii strânși din vânzările produselor Marvel cumpărate din magazinele Disney din Statele Unite și din mediul online în weekendul zilei de 3 martie către Fundația Make-A-Wish, ceea ce însemna până la 50.000 de dolari. Hasbro a donat 1 milion de dolari în bani și produse către organizațiile Give Kids the World Village, iar Funko a donat 1 milion de dolari în jucării către Starlight.
Al doilea trailer a fost lansat pe 16 martie 2018 și a fost vizualizat de peste 1 milion de ori pe YouTube în mai puțin de trei ore de la lansare. Alyssa Rosenberg de la The Washington Post nu era entuziasmată de un alt film cu supereroi și cu „antagoniști plini de efecte speciale sau de un alt obiect misterios ce apare pe cerul din Manhattan”, dar trailerul a făcut-o să afirme că „abia aștept să văd cum [personajele din UCM] se cunosc unul pe celălalt”. Josh Spiegel de la The Hollywood Reporter a împărtășit opinia lui Rosenberg în legătură cu potențialul interacțiunii dintre personaje, simțind că trailerul „sugerează că astfel de întâlniri vor întreține atmosfera în filmele UCM viitoare”. El a continuat, „Este delicat să introduci atât de multe personaje și combinații de eroi într-un astfel de film, deoarece poate arăta ca și cum două seriale TV s-au unit în speranța de a obține mai mulți spectatori. Dar întregul Univers Cinematografic Marvel (UCM) este construit pe baza acestor eroi care coexistă în același spațiu, deci nivelul nerăbdării eventualelor lor întâlniri îl depășește pe cel de a-i vedea cum se luptă împotriva lui Thanos.” Al doilea trailer a fost vizualizat de 179 milioane de ori în primele 24 de ore, al treilea cel mai vizualizat trailer în decursul acestei perioade de timp, fiind în urma primului trailer al filmului și al celui de la filmul It, dar devenind și cea mai mare lansare a unui trailer secund, depășindu-l pe cel de-al doilea de la Frumoasa și bestia (128 de milioane de vizualizări).
Cu o săptămână înainte de premieră, Burj Khalifa din Dubai a fost luminat în fiecare seară în onoarea filmului, numărând în sens invers zilele rămase. Marvel a organizat și evenimente cu legătură în șapte dintre jocurile lor pentru mobil pentru a promova filmul. La începutul lunii mai 2018, Marvel și Epic Games au anunțat modul „Infinity Gauntlet Limited Time Mashup” pentru jocul Fortnite Battle Royale, acolo unde jucătorii puteau găsi Mănușa Infinitului, ascunsă pe harta jocului, și unde aveau posibilitatea de a deveni Thanos cu abilități adiționale. Frații Russo erau fani ai jocului Fortnite și l-au abordat pe Donald Mustard, regizorul creativ al studioului Epic Games, despre o potențială încrucișare ale celor două proprietăți intelectuale. Pe 20 noiembrie 2018, Little, Brown and Company va publica Marvel Răzbunătorii: Războiul Infinitului: Thanos – Titan Consumed, scrisă de Barry Lyga. Cu toate că nu există în universul UCM al celor de la Marvel Studios, romanul explorează originile lui Thanos înainte de evenimentele din film. Lyga a discutat cu cei de la Marvel Studios pentru a obține o „schiță a personajului Thanos și a ceea ce reprezintă el pentru filme”, și că „am fost primit cu brațele deschide și am primit o mână de ajutor [în anumite părți ale poveștii], în timp ce în altele a trebuit să pășesc cu grijă în UCM”.
Alți parteneri ai filmului au fost Coca-Cola, Quicken Loans și serviciul lor Rocket Mortgage, automobilul Infiniti QX50 (care apare și în film), Ziploc, Go-Gurt, Yoplait, Synchrony Bank, American Airlines și Stand Up to Cancer. Partenerii au creat reclame TV „inspirate din sau care conțin personaje și tematici din film”, inițiative digitale interactive și prezențe în numeroase magazine de retail. Duracell, Unilever, Quaker Oats Company, Chevron și Samsung au organizat promoții pe piețe mai modeste. Coca-Cola, Ziploc, Go-Gurt și Yoplait au creat pachete speciale pentru a sprijini filmul, Synchrony implementând campania „Save Like a Hero”, în timp ce Stand Up to Cancer și American Airlines au lansat o campanie națională cu un mesaj de interes public în care erau prezente vocile lui Johansson și Hemsworth. În Regatul Unit, OnePlus a lansat o ediție Războiul Infinitului pentru unul dintre smartphone-urile proprii. Deadline Hollywood a estimat că valoarea tuturor acestor campanii a fost de 150 milioane de dolari, fiind cea mai costisitoare pentru un film Marvel, doar Coca-Cola contribuind cu 40 milioane de dolari.

## Lansarea

### În cinematografe
Răzbunătorii: Războiul Infinitului a avut premiera mondială la cinematograful Dolby Theatre din Los Angeles, pe 23 aprilie 2018, filmul fiind rulat apoi și la cinematografele El Capitan Theatre și Grauman's Chinese Theatre din apropiere. A fost lansat în majoritatea țărilor de pe glob, inclusiv în Statele Unite, pe 27 aprilie 2018, doar câteva premiere având loc pe 25 aprilie, și a fost prezentat în format IMAX și 3D în anumite cinematografe. În Statele Unite, filmul a debutat în 4.474 de cinematografe, 408 dintre acestea având ecrane IMAX; aceasta a fost cea mai mare lansare Disney din toate timpurile și a doua cea mai mare a vreunui film, după Sunt un mic ticălos 3, care a fost lansat în 4.529 de cinematografe. Trei dintre cinematografele AMC Theatres au rulat filmul timp de 24 de ore încontinuu, iar 53 dintre aceste locații au dat filmul până la 2 sau 3 dimineața pentru a acoperi cererea. În India, filmul a avut cea mai mare lansare pentru un film de la Hollywood, fiind ecranizat în peste 2.000 de cinematografe și în patru limbi. Filmul a rulat și în 515 cinematografe cu format 4DX în 59 de țări. Inițial, filmul era programat să se lanseze pe 4 mai 2018 în Statele Unite. Lansarea din China, care a avut loc pe 11 mai 2018, era inițial programată să se încheie pe 10 iunie 2018, dar a primit o prelungire „rară” de 30 de zile, astfel încheindu-se pe 9 iulie 2018.
Anumite porțiuni din film au fost prezentate în timpul ecranizării cu presa de la începutul lunii aprilie, înainte de premiera de la Los Angeles. Frații Russo au afirmat că vor fi prezentate secvențe scurte în acest tur de ecranizare pentru a reduce șansele ca detalii din film să fie aflate prea devreme. Adam Chitwood de la Collider a afirmat că acest lucru a fost „foarte neobișnuit de vreme ce filmele Marvel sunt prezentate presei în întregime cu aproximativ o lună înainte să ajungă în cinematografe”. Înainte de lansarea din Statele Unite, cinematografele AMC din New York City și Orlando, Florida au rulat un maraton cu 11 filme UCM începând cu 25 aprilie, ultimul dintre ele coincizând cu premiera Războiul Infinitului. Cinematograful El Capitan din Los Angeles a organizat un maraton asemănător înainte de lansare.

### Pe DVD și Blu-ray
Răzbunătorii: Războiul Infinitului a fost lansat pe platformele de distribuire digitală de către Walt Disney Studios Home Entertainment pe 31 iulie 2018 și pe platformele Ultra HD Blu-ray, Blu-ray și DVD în data de 14 august. Versiunile digitale și cele pentru Blu-ray includ scenele din spatele camerelor, comentariile audio, secvențele eliminate și rola cu gafe din timpul filmărilor. Lansarea digitală mai conține și discuțiile creative între frații Russo, Jon Favreau, Joss Whedon, James Gunn, Ryan Coogler, Peyton Reed și Taika Waititi. In terms of home media sales, the physical versions of the film were collectively the top home media release of the week in which they were first released.
În ciuda faptului că a fost turnat cu camere IMAX și lansat în cinematografe IMAX în proporția de aspect respectivă, versiunea IMAX a filmului nu a fost lansată pe DVD și Blu-ray, ci a fost lansată una cropată în format anamorfic 2.39:1. Joe Russo a spus că "au încercat să" mențină aspectul de IMAX pentru aceste platforme, dar de vreme ce IMAX Corporation are "monopol asupra formatului", situația a fost "complicată". El nu a exclus posibilitatea ca această versiune să devină disponibilă la un moment dat.

## Primirea

### Încasări
Răzbunătorii: Războiul Infinitului a încasat 678,8 milioane de dolari în Statele Unite și Canada, și 1,370 miliarde de dolari în restul teritoriilor, pentru un total global de 2,049 miliarde de dolari. Este al patrulea film cu cele mai mari încasări din toate timpurile, precum și cel mai profitabil film din anul 2018, cel mai profitabil film UCM și cel mai profitabil film cu superoi.
Pe plan mondial, filmul a încasat în weekendul de deschidere 640,5 milioane de dolari, fiind cea mai profitabilă lansare din toate timpurile, surclasând cele 541,9 milioane de dolari al filmului Furios și iute 8. A trecut pragul de 1 miliard de dolari pe plan global la 11 zile de la lansare, devenind filmul care a depășit acest prag cel mai repede, surclasând recordul de 12 zile al filmului Războiul stelelor - Episodul VII: Trezirea Forței. În al doilea weekend, Războiul Infinitului a încasat peste 13,5 milioane de dolari doar din ecranizările în format 4DX, stabilind recordul de încasări pentru acest tip de format. Pe 12 iunie 2018, Răzbunătorii: Războiul Infinitului a depășit pragul de 2 milioane de dolari la box office-ul global, devenind al patrulea film care atinge acest record, după Avatar, Titanic și Trezirea Forței. De vreme ce a depășit acest prag în 48 de zile, este al doilea film cu această performanță până în acel moment, după recordul de 47 de zile al filmului Avatar. În format IMAX a câștigat 140 milioane de dolari, fiind al treilea film cel mai profitabil pe plan global în acest format, în spatele lui Avatar și Trezirea Forței și cel mai profitabil film Marvel. În mai 2018, la două săptămâni după lansare, Deadline Hollywood a estimat că filmul și-a recuperat deja banii din producție și că profitul net va fi de aproximativ 600 milioane de dolari, luând în calcul bugetul de producție, costurile pentru distribuire, salariul actorilor și alte costuri, profit calculat în funcție de încasările din cinematografe și de banii veniți din lansările ulterioare pentru DVD și Blu-ray.

#### Recordurile precomenzilor de bilete
În decembrie 2017, un sondaj realizat de Fandango arăta că Războiul Infinitului era cel mai așteptat film al anului 2018. Fandango raporta că Războiul Infinitului a vândut în cel mai scurt timp precomenzile de bilete inițiale, de vreme ce biletele, disponibile pe o perioadă de 24 de ore, s-au vândut în doar șase ore, depășind recordul stabilit de filmul Pantera Neagră. Atom Tickets a raportat că Războiul Infinitului a vândut mai multe bilete de precomandă într-o zi decât Pantera Neagră într-o lună. În primele 72 de ore, filmul a generat cele mai multe precomenzi, mai multe decât orice alt film cu supereroi de la cinematografele AMC Theatres. AMC a anunțat că vânzările de bilete pentru Războiul Infinitului erau cu 257,6% mai mari decât cele pentru Pantera Neagră, cu 751,5% mai mari decât cele pentru Căpitanul America: Război civil și cu 1.106,5% mai mari decât cele pentru Răzbunătorii: Sub semnul lui Ultron, raportat la aceeași perioadă de timp. Cu două săptămâni înainte de lansare, Fandango a afirmat că vânzările de bilete pentru Războiul Infinitului au depășit vânzările de la toate cele șapte filme UCM combinate, raportate la aceeași perioadă de timp, și a devenit cea mai profitabilă lansare a companiei din luna aprilie. În acest ritm urma să devină cel mai profitabil film cu supereroi din toate timpurile, Erik Davis de la Fandango afirmând că, „Războiul Infinitului a dobândit o anticipație fără precedent ce va urma să doboare recorduri, într-o manieră pe care nu am mai văzut-o până acum la un film cu supereroi.” Cu o săptămână înainte de lansarea filmului, The Wall Street Journal a scris că filmul a vândut bilete în valoare de 50 milioane de dolari, fiind doar în spatele filmelor Războiul stelelor - Episodul VII: Trezirea Forței (2015) și Războiul stelelor - Episodul VIII: Ultimii Jedi (2017), Fandango raportând că au fost vândute bilete pentru peste 2.500 de ecranizări la cinematograf. Pe Atom Tickets, Războiul Infinitului a avut cel mai mare volum de precomenzi, vânzând cu 7% mai mult decât Ultimii Jedi și cu 250% mai mult decât Pantera Neagră, luând în calcul același moment al vânzărilor. Atom a raportat și că vânzările pentru Războiul Infinitului creșteau dublu în săptămâna lansării, aceasta fiind cea mai mare rată de creștere pe care serviciul a contabilizat-o vreodată pentru orice film UCM.

#### Statele Unite și Canada
Răzbunătorii: Războiul Infinitului a încasat 106,7 milioane de dolari în ziua lansării din Statele Unite și Canada (incluzând și cele 39 milioane de dolari din avanpremiera de joi seară), pentru încasări totale în primul weekend de 258,2 milioane de dolari. Avanpremiera de joi seară a fost cea mai profitabilă pentru un film UCM (surclasând recordul de 27,6 milioane de dolari stabilit de Răzbunătorii: Sub semnul lui Ultron) și al patrulea cel mai bun din toate timpurile, fiind doar în spatele filmelor Trezirea Forței (57 milioane de dolari), Ultimii Jedi (45 milioane de dolari) și Harry Potter și Talismanele Morții – Partea 2 (43,5 milioane de dolari). Fandango a raportat că 14 din cele 39 de milioane de dolari au venit din precomenzile de bilete ale companiei. Încasările din ziua lansării erau pe locul doi la capitolul profit, în spatele celor 119,1 milioane de dolari ale filmului Trezirea Forței, încasările de 83 milioane de dolari din ziua de sâmbătă au fost cele mai mari pentru această zi, depășind recordul de 69,6 milioane de dolari stabilit de Jurassic World, iar încasările de 69,2 milioane de dolari din ziua de duminică au fost din nou cele mai mari, depășind cele 60,5 milioane de dolari strânse de Trezirea Forței. Încasările din weekend au devenit cele mai mari din toate timpurile, surclasând cele 248 milioane de dolari ale filmului Trezirea Forței. IMAX a contribuit cu 22,5 milioane de dolari la încasările din weekendul de deschidere, weekend care a fost cel mai profitabil pentru orice film Marvel în acest format și al treilea la toate categoriile, după Trezirea Forței (30 milioane de dolari) și Ultimii Jedi (24,7 milioane de dolari). AMC a raportat că filmul a avut cele mai mari încasări în zilele de vineri și sâmbătă din istoria companiei, în timp ce Fandango a raportat că au fost vândute bilete în valoare de aproximativ 84 milioane de dolari prin intermediul serviciului, circa 30% din vânzări, fiind cea mai mare cotă pentru încasările unui film într-un singur weekend din istoria companiei. Răzbunătorii: Războiul Infinitului a încasat încă 25 milioane de dolari în lunea de după weekendul lansării, devenind cea mai profitabilă lansare de luni din luna aprilie, depășind Furios și iute 7 (14 milioane de dolari) și pe locul doi la cele mai bune încasări în ziua de luni pentru un film UCM, după Pantera Neagră (40,1 milioane de dolari). A doua zi, a încasat 23,5 milioane de dolari, devenind filmul cu cele mai multe încasări în a doua zi de joi pentru un film UCM, depășind Pantera Neagră (20,8 milioane de dolari) și filmul cu cele mai multe încasări într-o zi de joi din luna mai, depășind primul film Răzbunătorii (17,6 milioane de dolari). Este la egalitate cu Trezirea Forței pentru cel mai rapid parcurs până la 300 milioane de dolari, în doar cinci zile.
Filmul a rămas pe primul loc la ierarhia box office în al doilea weekend, încasând 115,5 milioane de dolari, fiind cel cu cele mai multe încasări până în al doilea weekend după Trezirea Forței (149,2 milioane de dolari). Războiul Infinitului a depășit pragul de 400 milioane de dolari în acest weekend, la nouă zile după lansare, devenind al doilea film cu cel mai rapid parcurs până la această bornă, după cele opt ale filmului Trezirea Forței. În al treilea weekend, Războiul Infinitului a continuat să rămână pe primul loc la ierarhia încasărilor și a devenit al doilea film ce atinge pragul de 500 milioane de dolari, la 15 zile după lansare (după cele 10 ale filmului Trezirea Forței). În acest weekend, filmul a încasat în această regiune și în formatul IMAX 48,1 milioane de dolari, fiind cel mai profitabil la acest capitol pentru orice film Marvel. În a patra săptămână, filmul a coborât pe locul doi, în spatele lui Deadpool 2, iar în a cincea a terminat pe locul trei, după Solo: O Poveste Star Wars și Deadpool 2. Până pe 23 mai, Războiul Infinitului a depășit pragul de 600 milioane de dolari, devenind al doilea cel mai rapid film ce atinge această performanță, în 26 de zile, după cele 12 ale filmului Trezirea Forței. În al nouălea weekend de la lansare încă se regăsea în top 10. Este al patrulea cel mai profitabil film din Statele Unite și Canada și al doilea cel mai profitabil film cu supereroi, după Pantera Neagră.

#### Alte teritorii
În afara Statelor Unite și Canadei, filmul a încasat 382,7 milioane de dolari în 52 de țări, debutând pe primul loc în toate și devenind filmul cu a doua cea mai bună lansare din toate timpurile, după Furios și iute 8 (444,2 milioane de dolari). IMAX a contribuit la această sumă cu 18,5 milioane de dolari, devenind filmul cu cea mai bună lansare din afara Statelor Unite, Canadei și Chinei, și depășind Trezirea Forței (17,5 milioane de dolari). Recordurile all-time din weekendul de deschidere au fost stabilite în Coreea de Sud (39,2 milioane de dolari), Mexic (25,4 milioane de dolari), Brazilia (19,1 milioane de dolari), India (pentru o lansare occidentală, 18,6 milioane de dolari), Filipine (12,5 milioane de dolari), Thailanda (10 milioane de dolari), Indonezia (9,6 milioane de dolari), Malaezia, Hong Kong, Vietnam, America Centrală, Peru, Chile, Ecuador, Venezuela, Bolivia, Africa de Sud, Turcia, Emiratele Arabe Unite și Africa de Vest, iar în multe alte țări a stabilit și recordul de deschidere. În Australia s-a lansat cu 6,7 milioane de dolari, devenind a doua cea mai bună deschidere din toate timpurile, după Trezirea Forței; a ajuns să fie al doilea cel mai bun film în weekendul de lansare din toate timpurile, încasând 23,2 milioane de dolari. Încasările de la premiera din Franța au ajuns la 3,9 milioane de dolari și au contribuit la cea mai bună lună aprilie pentru orice film, dar devenind și cel mai bun film UCM, iar în Italia, cu aceeași sumă, a devenit al treilea film cu cele mai mari încasări în ziua premierei și cel mai bun film cu supereroi și făcut de Disney din toate timpurile. În Franța a urmat să câștige 17,7 milioane de dolari, devenind cel mai profitabil film cu supereroi din această țară. În Danemarca, Finlanda, Norvegia, Portugalia și Suedia a avut cea mai bună premieră pentru un film cu supereroi. În Regatul Unit a câștigat 8,9 milioane de dolari, având cea mai bună deschidere pentru un film UCM și fiind al treilea la acest capitol pentru un film produs de Disney; a urmat să încaseze 41,4 milioane de dolari în weekend, devenind al treilea cel mai profitabil film și a doua cea mai bună lansare pentru un film Disney. În Regatul Unit a avut și cea mai profitabilă zi de sâmbătă din toate timpurile și a devenit, în cele din urmă, cel mai profitabil film UCM. În Argentina a avut a doua cea mai bună deschidere din toate timpurile, în timp ce în Germania a avut cea mai bună deschidere pentru un film cu supereroi din toate timpurile, câștigând în cele din urmă 14,7 milioane de dolari, devenind cea mai profitabilă deschidere a unui film cu supereroi. În Austria, Bosnia și Herțegovina, Cehia, Estonia, Grecia, Orientul Mijlociu, Polonia, Slovacia, Slovenia, Ucraina și Ungaria a stabilit recordul pentru cel mai profitabil film cu supereroi. În Japonia a avut a doua cea mai bună lansare pentru un film UCM, încasând 9 milioane de dolari.
Răzbunătorii: Războiul Infinitului a rămas pe locul doi în ierarhia încasărilor în cele 54 de țări. Lansarea de 4,9 milioane de dolari din Rusia a fost cea mai mare din toate timpurile. Războiul Infinitului a fost și primul film din Rusia care a vândut peste 1 milion de bilete într-o singură zi și a ajuns să încaseze 17,6 milioane de dolari în această țară, stabilind recordul pentru weekendul de deschidere. IMAX a contribuit cu 2,2 milioane de dolari pe această piață, stabilind și aici recordul pentru weekendul de deschidere. În al treilea weekend, filmul a rămas pe primul loc în majoritatea țărilor. Războiul Infinitului a avut o lansare de 200 milioane de dolari în China (1,266 miliarde de yuani), al doilea film cu cel mai bun weekend de lansare pe plan local după Furios și iute 8 (care a strâns 184 milioane de dolari și 1,352 miliarde de yuani). IMAX a contribuit cu 20,5 milioane de dolari, fiind a treia cea mai bună lansare pe acest format din China. Războiul Infinitului a doborât și recordul de prevânzări din China de 400 milioane de yuani (63 milioane de dolari). În India, Războiul Infinitului a devenit primul film de la Hollywood care a încasat peste 2 miliarde de rupii net (29,7 milioane de dolari) și a devenit și cel mai profitabil film UCM din Regatul Unit. În al șaselea weekend, filmul a devenit cel mai profitabil film UCM din Japonia, încasând 33 milioane de dolari.
Filmul a devenit cea mai profitabilă peliculă din Brazilia, Indonezia, Filipine, America Centrală, Bolivia, Venezuela, America Latină ca și regiune, Mexic, Chile, Ecuador, Peru, Malaezia, Singapore, India (pentru o lansare occidentală), Vietnam, Indonezia, Thailanda (pentru o lansare occidentală) și Mongolia, al doilea cel mai profitabil film din regiunea Asia-Pacific (pentru o lansare occidentală), Hong Kong și Coreea de Sud (pentru o lansare occidentală) și al treilea cel mai profitabil din China (pentru o lansare occidentală). Este și cel mai profitabil film cu supereroi din Belgia, Bosnia și Herțegovina, Bulgaria, Croația, Cehia, Elveția, Emiratele Arabe Unite, Polonia, Regatul Unit, Republica Macedonia, România, Serbia, Slovacia, Țările de Jos, Ucraina și Ungaria. La data de 17 iunie 2018 , filmul a avut cele mai mari încasări în China (373,4 milioane de dolari), Regatul Unit (95,7 milioane de dolari) și Coreea de Sud (92,8 milioane de dolari). Filmul este al treilea cel mai profitabil pe plan global din toate timpurile, cu excepție în Statele Unite și Canada.

### Reacția criticilor

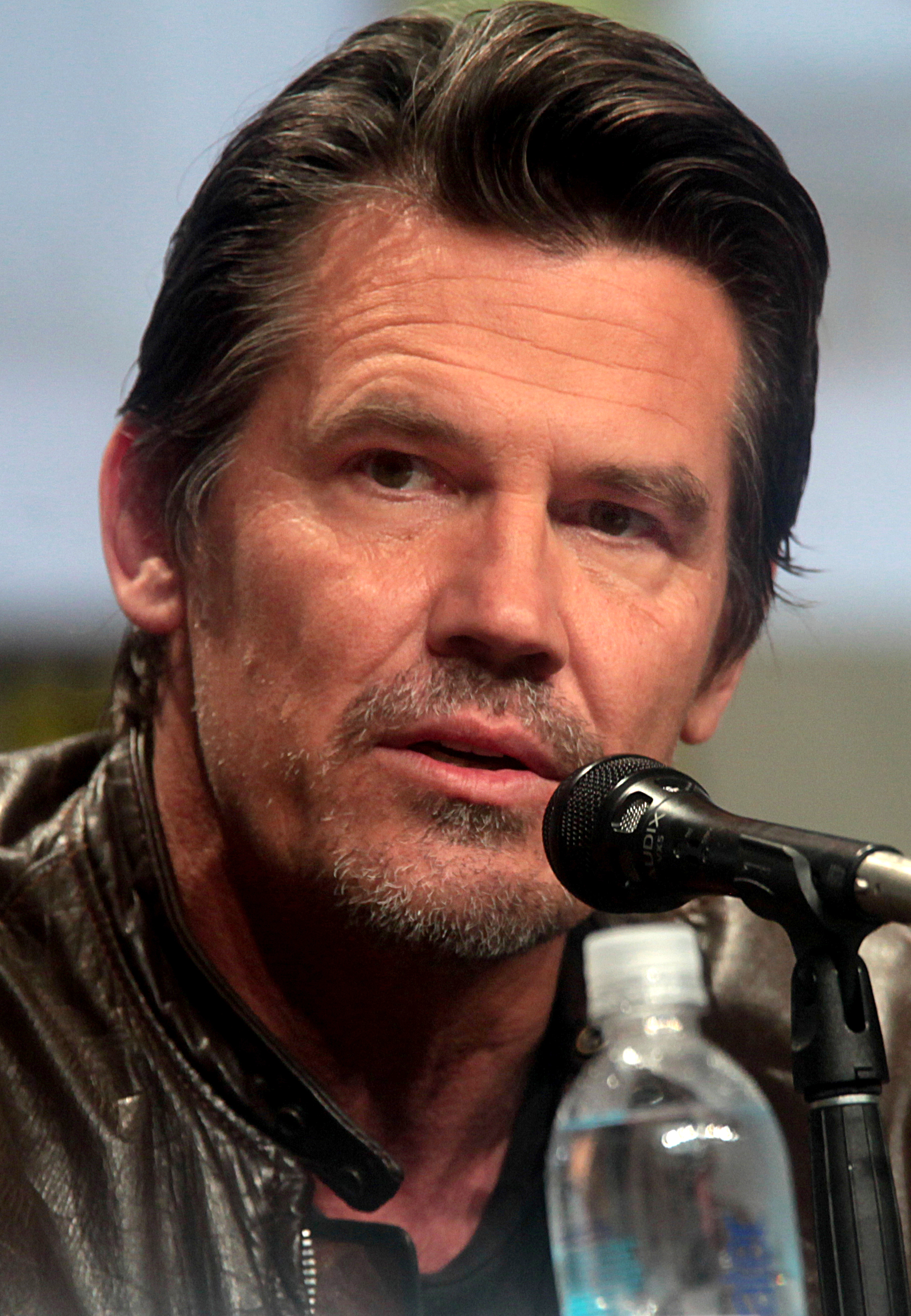
Jocul actoricesc al lui Josh Brolin în rolul lui Thanos a fost lăudat de mulți critici.

Site-ul web de recenzii Rotten Tomatoes raportează un rating de 84% bazat pe 402 recenzii, cu o notă medie de 7,5/10. Concluzia de pe site afirmă, „Răzbunătorii: Războiul Infinitului jonglează cu abilitate o gamă amețitoare de eroi UCM în lupta contra celei mai mari amenințări de până acum, iar rezultatul este senzațional, blockbusterul cu rezonanță emoțională realizându-și (în mare parte) ambițiile colosale.” Metacritic i-a acordat filmului o notă de 68 din 100, bazată pe 53 de recenzii, indicând „recenzii majoritar favorabile”. Audiența de pe CinemaScore i-a acordat filmului nota „A” pe o scală de la A+ la F, în timp ce PostTrak a raportat un rating pozitiv de 87%, în timp ce 68% dintre persoanele de pe site ar recomanda filmul „cu siguranță”.
Todd McCarthy de la The Hollywood Reporter a lăudat abilitatea scenariștilor și regizorilor de a echilibra distribuția vastă, spunând, „...scenariștii Christopher Markus și Stephen McFeely și regizorii Anthony și Joe Russo, sub supravegherea maestrului filmelor Marvel, Kevin Feige, au conștientizat gloata de ego-uri și au transformat-o într-o comedie”. Owen Gleiberman de la Variety a concluzionat că „Războiul Infinitului este o petrecere distractiv-agresivă, structurată pentru a descrie fiecare erou sau eroină și pentru a le da ceva de făcut, dar și pentru a le actualiza mitologiile fără a se simți totul ca o temă pentru acasă.” Peter Travers de la Rolling Stone a spus că filmul nu a fost „un lucru bun” și a scris, „Se pare că frații Russo nu au învățat conceptul de mai puțin e mai mult. Ei au folosit premisa unei reuniuni a Răzbunătorilor pentru a organiza niște explozii cu artificii, acțiune și râsete care pur și simplu nu se termină.” Richard Roeper de la Chicago Sun-Times a numit filmul „cel mai mare și mai ambițios film de până acum” al celor de la Marvel, dar a concluzionat că „nu tocmai și cel mai bun. Cu toate acestea, există destulă acțiune, umor și emoție—și niște momente efectiv pline de dramatism.” Roeper a continuat să laude distribuția filmului, în special pe Josh Brolin, pe care l-a numit „cel mai interesant din film”. Gleiberman a numit captura digitală a lui Brolin „cu adevărat eficientă” și a spus, „Brolin îl personifică pe Thanos prin chipul său cicatrizat și încruntat, pentru ca maleficul din acest film să nu se simtă niciodată altceva decât personal.” McCarthy a scris, „Calmul lui Brolin și animarea acestui personaj îi dă acestei bestii cuceritoare o dimensiune emoționantă neașteptată, făcându-l mai mult decât un stereotip clasic al antagonistului.” McCarthy a lăudat și secvențele de acțiune ale filmului, spunând „Războiul Infinitului este plin de secvențe de luptă spectaculoase și tensionate, chiar dacă la întrebarea cine va câștiga, răspunsul este de genul ar-putea-Șoricelul-cel-Puternic-să-îl-învingă-pe-Superman?.” Gleiberman a numit nivelul acțiunii, „uimitor”, iar Travers a scris, „Răzbunătorii: Războiul Infinitului lasă spectatorii în coadă de pește, simțindu-se voioși și amăgiți în același timp, și dorind un final care nu vine...cel puțin nu încă.” Josh Spiegel, tot de la The Hollywood Reporter, a spus că filmul „se inspiră din finalul filmului Imperiul contraatacă în finalul grandios; acesta este echivalentul unui Han Solo criogenizat în carbonit, pe steroizi.”
A. O. Scott de la The New York Times a criticat modul în care filmul s-a bazat pe alte pelicule din Universul Cinematografic Marvel, spunând, „Având în vedere doar filmul de aproape 2 ore și 40 de minute, Răzbunătorii: Războiul Infinitului nu prea are sens”, dar a recunoscut că filmul „nu a fost niciodată menit să fie văzut sau analizat solitar”. Richard Brody de la The New Yorker a fost de acord, spunând, „Inconsistența filmului nu se datorează giumbușlucurilor superficiale și maleabile cu C.G.I., ci mai degrabă dispersiunii dramei din multe filme ce au loc în Universul Cinematografic Marvel.” Stephanie Zacharek de la Time a spus, „[Nu] este chiar un început, ci mai degrabă un cuprins sau o încheiere cu un nou fir legat. Trebuie să fi văzut și analizat toate cele 18 filme anterioare din Universul Cinematografic Marvel pentru a-l înțelege complet.” Justin Chang de la Los Angeles Times l-a numit „vioi, propulsiv, vibrant pe alocuri și o continuare curajoasă a unei serii ce se apropie delicat de final”, dar a numit miza catharsisului „nereușită”, spunând, „Nici măcar amenințarea unui univers anihilat, pară-se, nu va opri această formație din a înainta în stilul lor propriu și cu o eficiență mecanică.” Scott a criticat și secvențele de acțiune, numindu-le „obositoare și previzibile” și scriind, „Spectacolul de luptă ghiftuit și zgomotos a fost cu siguranță cel mai costisitor din acest film, dar banii par să fie mai puțin o unealtă de imaginație și mai mult un substituent pentru adevărata imaginație.” Asemănător, Zacharek a spus, „Nu există niciun ritm în Răzbunătorii: Războiul Infinitului. Sunt doar senzații fără puls. Totul este mare, tot timpul.”

### Reacția audiențelor
Personalitatea americană de pe Youtube, Tony "Nem" Mitchell, a vizionat filmul de 103 ori la cinematograf, stabilind un record mondial. Când povestea lui Mitchell a ajuns în presă, în jurul vizionării cu numărul 44, IMAX i-a dăruit 50 de bilete gratis pentru a continua seria, iar frații Russo l-au invitat la premiera continuării. Mitchell a spus că aceasta este metoda prin care el "dorește să susțină Marvel și pe frații Russo." Băiatul de 17 ani, Kieran Harvey, din Staffordshire a vizionat și el filmul de 100 de ori. Harvey a spus că "nu plănuia să vadă filmul de atâtea ori, ci pur și simplu s-a întâmplat" adăugând că Războiul Infinitului "s-a simțit foarte diferit față de ceea ce am văzut până acum, și mi-a plăcut atât de mult încât am vrut să îl văd de câte ori a fost posibil!"
Finalul filmului a generat o mulțime de reacții pe internet, sub forma unui meme, în special în legătură cu momentul în care Omul-păianjen spune că nu se simte prea bine în timp ce se dezintegrează, lucru ce a fost aplicat și altor aspecte ale culturii pop. Site-ul web DidThanosKill.Me a fost creat pentru fanii care doresc să vadă dacă au fost cruțați sau nu de Thanos. Finalul a dat naștere și la subcategoria de pe Reddit, /r/thanosdidnothingwrong. Un utilizator de pe această subcategorie a sugerat ca aproximativ jumătate dintre cei aproximativ 20.000 de abonați ai acestei categorii să fie eliminați, în semn de aluzie la evenimentele din film. După ce comunitatea a aprobat această inițiativă, moderatorii grupului au contactat administratorii site-ului Reddit pentru a afla dacă această eliminare în masă este posibilă. Odată ce administratorii au aprobat eliminarea aleatorie a jumătate dintre abonați, aceasta urma să aibă loc pe 9 iulie 2018. Notificarea privind eliminarea iminentă a crescut numărul abonaților la peste 700.000, printre aceștia numărându-se și frații Russo, care s-au alăturat ulterior. Înaintea eliminării, Brolin a postat un video spunând "Începem, utilizatori Reddit," și a încheiat cu un pocnet al degetelor. Peste 60.000 de persoane au vizionat transmisiunea live găzduită de site-ul Twitch cu eliminările, care a durat câteva ore. Eliminarea celor peste 300.000 de conturi, care l-a inclus și pe cel al lui Anthony Russo, a fost cea mai mare din istoria Reddit. Cei eliminați au fost organizați într-o nouă subcategorie, /r/inthesoulstone. Un utilizator Reddit participant a spus că eliminarea "a adus laolaltă spiritul Internetului" cu oameni care "se apropie, în masă, în jurul a ceva aproape nesemnificativ, dar, într-un fel, grozav și amuzant." Andrew Tigani de la Screen Rant a vorbit despre eliminare și despre cum subcategoria /r/thanosdidnothingwrong "a devenit deja cu impact pentru industria cinematografică și cultura pop. Este și o demonstrație a cât de valoroasă poate fi interacțiunea fanilor prin rețelele de socializare."

### Distincții
| Anul | Premiul                                       | Categoria                                                           | Beneficiar(i)                                                                             | Rezultat     | Ref(s)  |
| ---- | --------------------------------------------- | ------------------------------------------------------------------- | ----------------------------------------------------------------------------------------- | ------------ | ------- |
| 2018 | Golden Trailer Awards                         | Cea mai bună acțiune                                                | „Millions” (Mocean)                                                                       | Nominalizare | [ 228 ] |
| 2018 | Golden Trailer Awards                         | Cel mai bun trailer                                                 | „Balance” (Mocean)                                                                        | Nominalizare | [ 228 ] |
| 2018 | Golden Trailer Awards                         | Cea mai bună coloană sonoră originală                               | „Millions” (Mocean)                                                                       | Nominalizare | [ 228 ] |
| 2018 | Premiile MTV Movie & TV                       | Cel mai bun film                                                    | Răzbunătorii: Războiul Infinitului                                                        | Nominalizare | [ 229 ] |
| 2018 | Premiile MTV Movie & TV                       | Cel mai bun antagonist                                              | Josh Brolin                                                                               | Nominalizare | [ 229 ] |
| 2018 | Premiile MTV Movie & TV                       | Cea mai bună luptă                                                  | Scarlett Johansson, Danai Gurira, Elizabeth Olsen vs. Carrie Coon                         | Nominalizare | [ 229 ] |
| 2018 | People's Choice Awards                        | Cel mai bun film al anului 2018                                     | Avengers: Infinity War                                                                    | Câștigat     | [ 230 ] |
| 2018 | People's Choice Awards                        | Cel mai bun film de acțiune al anului 2018                          | Avengers: Infinity War                                                                    | Câștigat     | [ 230 ] |
| 2018 | People's Choice Awards                        | Cel mai bun actor al anului 2018                                    | Chris Hemsworth                                                                           | Nominalizare | [ 230 ] |
| 2018 | People's Choice Awards                        | Cel mai bun actor al anului 2018                                    | Robert Downey, Jr.                                                                        | Nominalizare | [ 230 ] |
| 2018 | People's Choice Awards                        | Cea mai bună actriță a anului 2018                                  | Scarlett Johansson                                                                        | Câștigat     | [ 230 ] |
| 2018 | People's Choice Awards                        | Cel mai bun actor într-un film de acțiune al anului 2018            | Chris Hemsworth                                                                           | Nominalizare | [ 230 ] |
| 2018 | Premiile Teen Choice                          | Cel mai bun film de acțiune                                         | Răzbunătorii: Războiul Infinitului                                                        | Câștigat     | [ 231 ] |
| 2018 | Premiile Teen Choice                          | Cel mai bun actor într-un film de acțiune                           | Chris Evans                                                                               | Nominalizare | [ 231 ] |
| 2018 | Premiile Teen Choice                          | Cel mai bun actor într-un film de acțiune                           | Robert Downey Jr.                                                                         | Câștigat     | [ 231 ] |
| 2018 | Premiile Teen Choice                          | Cel mai bun actor într-un film de acțiune                           | Tom Holland                                                                               | Nominalizare | [ 231 ] |
| 2018 | Premiile Teen Choice                          | Cea mai bună actriță într-un film de acțiune                        | Elizabeth Olsen                                                                           | Nominalizare | [ 231 ] |
| 2018 | Premiile Teen Choice                          | Cea mai bună actriță într-un film de acțiune                        | Scarlett Johansson                                                                        | Câștigat     | [ 231 ] |
| 2018 | Premiile Teen Choice                          | Cea mai bună actriță într-un film de acțiune                        | Zoe Saldana                                                                               | Nominalizare | [ 231 ] |
| 2018 | Premiile Teen Choice                          | Cel mai bun antagonist                                              | Josh Brolin                                                                               | Nominalizare | [ 231 ] |
| 2018 | Premiile Teen Choice                          | Cel mai bun sărut                                                   | Chris Pratt și Zoe Saldana                                                                | Nominalizare | [ 231 ] |
| 2018 | Premiile Teen Choice                          | Cel mai plângăcios personaj                                         | Mark Ruffalo                                                                              | Nominalizare | [ 231 ] |
| 2018 | Washington D.C. Area Film Critics Association | Cel mai bun joc actoricesc în Motion Capture                        | Josh Brolin                                                                               | Câștigat     | [ 232 ] |
| 2019 | Premiile Oscar                                | Cele mai bune efecte vizuale                                        | Dan DeLeeuw, Russell Earl, Kelly Port, Dan Sudick                                         | Nominalizare | [ 233 ] |
| 2019 | Premiile BAFTA                                | Cele mai bune efecte vizuale                                        | Dan DeLeeuw, Russell Earl, Kelly Port, Dan Sudick                                         | Nominalizare | [ 234 ] |
| 2019 | Premiile Critics' Choice pentru Film          | Cel mai bun film de acțiune                                         | Avengers: Infinity War                                                                    | Nominalizare | [ 235 ] |
| 2019 | Premiile Critics' Choice pentru Film          | Cele mai bune efecte vizuale                                        | Avengers: Infinity War                                                                    | Nominalizare | [ 235 ] |
| 2019 | Premiile Grammy                               | Cea mai bună compoziție instrumentală                               | Alan Silvestri pentru "Răzbunătorii: Războiul Infinitului"                                | Nominalizare | [ 236 ] |
| 2019 | Premiile Satellite                            | Cele mai bune efecte vizuale                                        | Avengers: Infinity War                                                                    | Nominalizare | [ 237 ] |
| 2019 | Premiile Sindicatului Actorilor               | Cea mai bună performanță a unei distribuții de dublură într-un film | Avengers: Infinity War                                                                    | Nominalizare | [ 238 ] |
| 2019 | Premiile Visual Effects Society               | Cele mai bune efecte vizuale într-un material fotoreal              | Daniel DeLeeuw, Jen Underdahl, Kelly Port, Matt Aitken și Dan Sudick                      | Câștigat     | [ 238 ] |
| 2019 | Premiile Visual Effects Society               | Cel mai bun personaj animat într-un material fotoreal               | Jan Philip Cramer, Darren Hendler, Paul Story, Sidney Kombo-Kintombo pentru "Thanos"      | Câștigat     | [ 238 ] |
| 2019 | Premiile Visual Effects Society               | Cel mai bun model într-un material fotoreal sau proiect animat      | Chad Roen, Ryan Rogers, Jeff Tetzlaff și Ming Pan pentru "Nidavellir Forge Megastructure" | Nominalizare | [ 238 ] |
| 2019 | Premiile Visual Effects Society               | Cele mai bune efecte de simulare într-un material fotoreal          | Gerardo Aguilera, Ashraf Ghoniem, Vasilis Pazionis și Hartwell Durfor pentru "Titan"      | Câștigat     | [ 238 ] |
| 2019 | Premiile Visual Effects Society               | Cele mai bune efecte de simulare într-un material fotoreal          | Florian Witzel, Adam Lee, Miguel Perez Senent, Francisco Rodriguez pentru "Wakanda"       | Nominalizare | [ 238 ] |
| 2019 | Premiile Visual Effects Society               | Cea mai bună compoziție într-un material fotoreal                   | Sabine Laimer, Tim Walker, Tobias Wiesner and Massimo Pasquetti pentru "Titan"            | Câștigat     | [ 238 ] |

## Continuarea
Avengers: Endgame a avut premiera pe 26 aprilie 2019, cu aceiași frați Russo întorcându-se în rolul de regizori, și cu Markus și McFeely din nou în rolul de scenariști.